# Massimo Marafante
Massimo Marafante (...) è uno scenografo italiano.

## Biografia
Massimo Marafante (Roma, 9 settembre 1951) è un architetto, scenografo e costumista italiano. Si è laureato in architettura con il massimo dei voti (110/110).
Dal 1977 cura scene, costumi e allestimenti per produzioni teatrali, cinematografiche, televisive e sfilate di moda.

## Filmografia
- Sabato, domenica e lunedì (1991), regia di Lina Wertmüller, (assistente scenografo)
- Ladri si diventa (1998), film per la televisione, regia di Fabio Luigi Lionello, (scenografo)
- Un bacio nel buio (1999) (Tv), regia di Roberto Rocco, (scenografo e costumista)
- Il bello delle donne, serie televisiva, regia di Maurizio Ponzi, (arredatore / decoratore), 2 episodi (2001):
  - "Ottobre - Il riscatto di una casalinga"
  - "Settembre - Il coraggio di ricominciare"
- Le stagioni del cuore (2004) serie televisiva (episodi sconosciuti), regia di Antonello Grimaldi, (arredatore)
- Madame (2004), miniserie televisiva, regia di Salvatore Samperi, (scenografo)
- Donne sbagliate (2007), miniserie televisiva, regia di Monica Vullo, (scenografo)
- Il peccato e la vergogna (2010), serie televisiva, regia di Luigi Parisi, (scenografo) (episodi sconosciuti)

## Attività teatrale
Ha collaborato a lungo con il regista Roberto Marafante, per il quale ha ideato scene e costumi in numerosi spettacoli teatrali, tra cui:
- Le smanie per la villeggiatura – C. Goldoni
- Il gabbiano – A. Cechov
- Jacques il fatalista e il suo padrone – D. Diderot
- Notte – G. de Maupassant
- Dies irae, oratorio scenico – R. Marafante
- L'incredibile viaggio di Olop – R. Marafante
- VoltaTi e parlami – A. Moravia
- Prima della guerra – G. Manfridi
- Claptrap – K. Friedman
- Il gatto con gli stivali – opera dei burattini, testo di R. Marafante
- Banda disarmata – A. Bennicelli

Ha inoltre realizzato scenografie e costumi per testi di Shakespeare, Molière, Mascagni, Mozart, Pasolini, Yourcenar, Leopardi, Williams, De Filippo, Masters e molti altri.

## Collaborazioni con Enrico Job
Dal 1980 al 1999 ha collaborato stabilmente con lo scenografo Enrico Job, partecipando alla realizzazione di numerosi spettacoli teatrali e produzioni televisive tra cui:
- Medea – regia di E. Job
- La trilogia della villeggiatura – regia di M. Missiroli
- Orgia – regia di M. Missiroli
- Musik – regia di M. Missiroli
- Applause – regia di A. Falqui
- I sei personaggi in cerca d'autore – regia di M. Missiroli
- Il ritorno a casa – regia di G. De Monticelli
- L’esibizionista e La Bohème – regia di Lina Wertmüller

## Televisione
Oltre alle fiction già presenti nella voce, ha curato la scenografia (e in alcuni casi anche i costumi) per:
- Signorina Giulia – regia di R. Marafante
- 48 ore – regia di Eros Puglielli
- Il sangue e la rosa – regia di Samperi, Parisi, Odorisio
- Caterina e le sue figlie 3 – regia di Inturri, Mosca, Benvenuti
- L’onore e il rispetto 2, 3, 4 – regia di A. Inturri, L. Parisi
- Il peccato e la vergogna 2 – regia di A. Inturri, L. Parisi
- Sangue caldo – regia di A. Inturri, L. Parisi

## Moda e allestimenti
Ha curato l’allestimento scenografico per importanti eventi di moda tra cui:
- Valentino – il venticinquennale, Piazza Mignanelli – Roma
- Donna sotto le stelle – Trinità dei Monti, Roma
- Pitti Uomo – Reporter – Firenze
- Incontro Moda '86 – Termoli